# Anisodes directata
Anisodes directata là một loài bướm đêm trong họ Geometridae.